# Pietro Yon

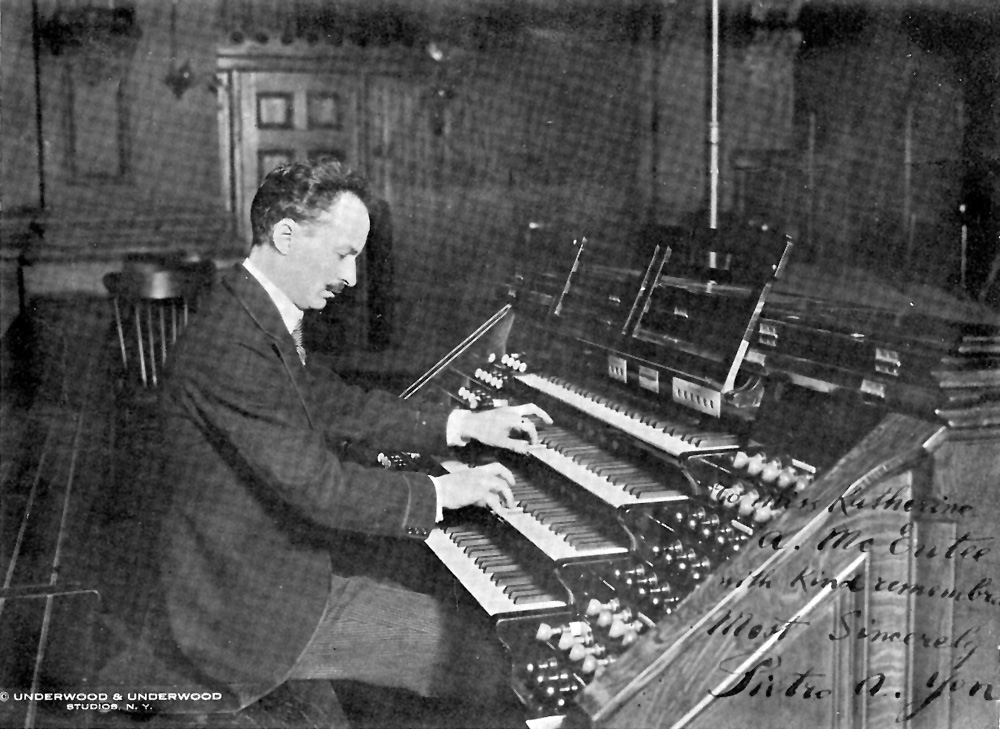
Pietro Yon, 1919

Pietro Yon (* 8. August 1886 in Settimo Vittone; † 22. November 1943 in Huntington, New York) war ein italienisch-amerikanischer Organist, Musikpädagoge und Komponist.

## Leben
Yon studierte an den Konservatorien von Mailand (bei Polibio Fumagalli) und Turin und vollendete seine Ausbildung an der Accademia di Santa Cecilia in Rom. Hier studierte er das Orgelspielen bei Remigio Renzi und das Klavierspielen bei Giovanni Sgambati. Ab 1905 war er Organist im Vatikan. 1907 folgte er seinem älteren Bruder Constantino nach New York, der dort Organist an der St. Vincent Ferrer Church war.
Bis 1926 war er Organist an der St. Francis Xavier Church. In dieser Zeit entstanden seine wichtigsten Kompositionen, darunter Natalie in Sicilia (1912), die Weihnachtshymne Gesu Bambino (Baby Jesus, 1917) und Humoresque "L'organo primitivo" – Toccatina for Flutes (1918). 1921 wurde er amerikanischer Staatsbürger. Im gleichen Jahr wurde er zum Ehrenorganisten am Petersdom ernannt. Von 1927 bis zu seinem Tode wirkte Yon als Organist an der St. Patrick's Cathedral in New York City, USA.
Pietro Yon gilt als einer der bedeutendsten katholischen Kirchenmusiker der USA aus der ersten Hälfte des 20. Jahrhunderts.
Daneben war Yon auch ein bedeutender Konzertorganist und gesuchter Orgellehrer. Zu seinen Schülern zählte u. a. der Komponist Paul Creston.